# No soy el mismo (Lado B)
No soy el mismo (subtitulado como Lado B) es el segundo EP del cantante puertorriqueño Gocho. Se lanzó el 20 de mayo de 2022 bajo el sello discográfico de Forgiven Music.
El álbum se caracteriza por una variedad entre ritmos como reguetón y pop, y por ser la continuación de su anterior EP. Asimismo el 29 de mayo de 2024, el álbum se presentó después de su sencillo «Fan #1» junto al cantante urbano dominicano Madiel Lara.
De este álbum, se desprenden algunos sencillos como: «Conéctate conmigo», «Biografía» y «Tengo un Dios». En este álbum, está incluida la participación especial de Wisin, Redimi2 y Lenny Tavárez.

## Lista de canciones
| N.º | Título                                    | Duración |  |
| 1.  | «Tengo un Dios»                           | 3:47     |  |
| 2.  | «Fan #1» (con Madiel Lara)                | 3:11     |  |
| 3.  | «Casi un millón» (con Lenny Tavárez)      | 3:57     |  |
| 4.  | «Conéctate conmigo» (con Wisin y Redimi2) | 4:21     |  |
| 5.  | «Superpoderes»                            | 3:53     |  |
| 6.  | «Biografía»                               | 3:54     |  |